# Csíkszeredai Régizene Fesztivál
A Csíkszeredai Régizene Fesztivál évente tartott rendezvény Csíkszeredában, amely a régi korok zenéjét hívatott felidézni.

## Története
1979. szeptember 20-án a Barozda együttes Archiválva 2012. augusztus 18-i dátummal a Wayback Machine-ben fellépett a Kájoni János születésének 350. évfordulója alkalmából szervezett, In Memoriam Joannes Kajoni című emlékműsoron a Mikó-vár udvarán. A fesztivált végül 1980-ban a Barozda táncházzenekar Archiválva 2012. augusztus 18-i dátummal a Wayback Machine-ben, illetve az annak bővítéséből létrejött Kájoni együttes indította útjára.
Az alapítók a régizenét a korábbi századok zenei alkotásaiként értelmezték, ezeket korabeli hangszereken vagy azok korhű másolatain, korabeli előadói stílusban adták elő. Mivel az 1980-as években a régizenét nem oktatták a romániai művészeti tanintézetekben, továbbá a művészek kapcsolatai a szakemberekkel és a határokon túli forrásokkal  alkalmiak és szigorúan ellenőrzöttek voltak, a fesztivál műsorrendje mindenekelőtt a reneszánsz és a korai barokk általános, technikailag könnyebben előadható művészetére épült. 1986-ban a hetedik, már kiplakátolt Régizene Fesztivál megtartását két nappal a rendezvény kezdete előtt egy Bukarestből érkezett rendelettel leállították, a fesztiválsorozat csak az 1989-es romániai forradalom után, 1990-ben éledt újjá, immár nemzetközi kitekintéssel.
Minden év júliusában régizenei dallamok csendülnek fel Csíkszeredában. Egy héten át koncerteznek a régizenei szakma hazai és külföldi képviselői a Mikó-várban és a város különböző helyszínein. A fesztivál idejére reneszánsz hangulat költözik a városba: szerveznek lovasíjász bemutatót, kézműves vásárt, reneszánsz játszóházat és utcaszínházat. A közönség a fesztivál ideje alatt korabeli táncokat tanulhat a reneszánsz táncházakban, sőt egész évben is, hiszen a Hargita Megyei Kulturális Központ 2007 decemberétől rendszeres programként szervezi a táncházat.
2012 óta a fesztivál érdekessége a Barokk Fesztiválzenekar szereplése, amely a drezdai Ulrike Titze vezetésével alkalmi zenekarként működik a fesztivál ideje alatt.

## A fesztivál szervezői és fenntartói
- Hargita Megyei Kulturális Központ
- Hargita Megye Tanácsa
- Csíkszereda Megyei Jogú Város Polgármesteri Hivatala